# 이연화 (피아니스트)
이연화(李娟和, 1954년 ~ )는 대한민국의 대한민국의 피아니스트이다.

## 학력
- 이화여자고등학교 졸업
- 워싱턴대학교 학사
- 줄리아드 스쿨 음악대학원 석사

## 생애
그녀는 음악에 조예가 깊었던 어머니 덕분에 다섯 살 때에 피아노를 시작했다. 열 세살 때에는 서울시향과 베토벤의 《피아노 협주곡 1번》을 협연하며 첫 무대 데뷔를 가졌다. 이화여자고등학교에 다니던 시절부터는 1세대 피아니스트 백낙호(1929~2008)에게 피아노를 배웠다. 스무살 때에는 미국 유학을 떠나 워싱턴대학교 음대에서 벨라 시키 교수에게, 줄리어드 스쿨 음악 대학원에서 아니아 돌프만 교수에게 각각 사사했다.
2007년에 그녀는 국내 여성 피아니스트 가운데 처음으로 베토벤 피아노 소나타 서른두 곡 전부를 녹음했다. 그녀는 사십대가 시작되던 1994년에 험난한 베토벤 장정에 도전했다. 1집부터 5집까지는 일본 도쿄의 폴리그램(Poly Gram) 스튜디오에서 작업했고, 6집부터 10집까지는 호주의 그레빌리(Grevillea) 스튜디오에서 작업했다. 녹음에 무려 긴 13년이라는 시간이 걸렸다. 발매 당시 국내 최초의 베토벤 전집 녹음이라는 수식어를 넘어 ‘뛰어난 테크닉과 악곡 해석법으로 강한 설득력과 음악의 언어를 형상화시키는 추진력이 있다’는 평을 받았다.

그녀의 음반(SONY BMG)은 미 평론가들 사이에서 뒤늦게 호평 받았다. 미국의 온라인 클래식 포럼이자 평론 커뮤니티인 GMG(Good Music Guide) 포럼은 지금까지 베토벤 피아노 소나타 전집 음반을 낸 전 세계 피아니스트 112명의 음반 전곡을 평가해 5그룹으로 나누고, 이연화의 음반을 전설적 최상위 10인에 이어 2위 그룹에 올렸다. GMG 포럼에서는 그녀의 연주에 대하여 다음과 같이 이야기하고 있다: 
“이연화는 압도적이며, 고도의 에너지를 가진 연주자이다. 그녀의 베토벤 음반은 현대적인 소리를 원하는 사람들의 스타일이 아닐 수도 있다. 하지만 정말 ‘베토벤’을 잘 연주하는, 최상의 ‘베토벤’에 근접하는 음반을 원하는 사람들을 위한 것이다. 특히 베토벤 피아노 소나타 전집을 낸 전 세계 여류 피아니스트 중 그녀는 전설의 애니 피셔를 제외하고는 단연 최고의 연주자이며, 무엇보다도 이연화를 여류 피아니스트와의 비교로 제한하는 것은 어리석은 일이다.” - GMG Classical Music Forum, The Music Room, Great Recordings and Reviews, Topic: Younwha Lee Plays Beethoven,  2015년 2월 15일